# Jarabina
Jarabina (bis 1927 slowakisch „Jarembina“; ukrainisch/russinisch Орябина (Oriabina); deutsch selten Girm, ungarisch Berkenyéd – bis 1907 Jarembina, polnisch Jarzembina) ist eine Gemeinde im Okres Stará Ľubovňa im Nordosten der Slowakei. Die nächste Stadt ist Stará Ľubovňa (5 km).

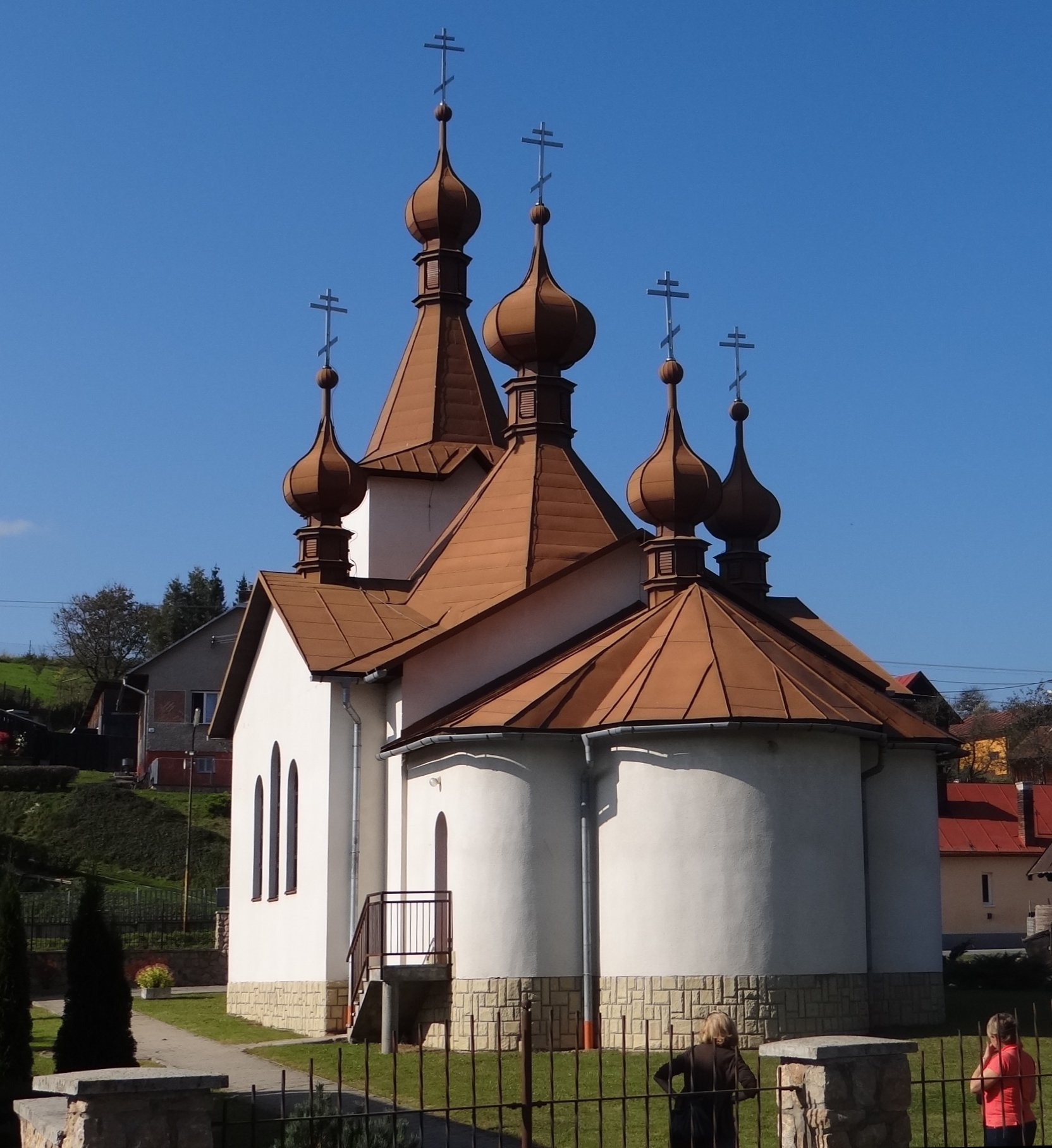

Jarabina gehört zum Prešovský kraj und hatte im Jahr 2011 881 Einwohner.
Die erste schriftliche Erwähnung stammt aus dem Jahr 1329 als Gyerimp. Der Ort wurde im Mittelalter durch deutsche Kolonisten begründet. Später siedelten sich auch Walachen und Ruthenen im Ort an und die Deutschen wurden langsam assimiliert. 1910 waren von den 1155 Einwohnern nur mehr acht Deutsche, aber 1030 Personen Ruthenen. Der Rest teilte sich auf Slowaken, Polen und Ungarn auf.
Neben den Russinen (41,88 %) leben in der Gemeinde auch Slowaken (38,1 %), Ukrainer (8,3 %) und Roma (7,4 %) (Volkszählung 2011).

## Bevölkerung
| Jahr                | 1994 | 2004    | 2014    | 2024    |
| ------------------- | ---- | ------- | ------- | ------- |
| Anzahl der Personen | 836  | 844     | 895     | 925     |
| Unterschied         |      | +0,95 % | +6,04 % | +3,35 % |

| Jahr                | 2023 | 2024    |
| ------------------- | ---- | ------- |
| Anzahl der Personen | 923  | 925     |
| Unterschied         |      | +0,21 % |

## Söhne und Töchter der Gemeinde
- Michael Strank (1919–1945), US-Soldat
- Jozef Jarabinský (* 1944), ehemaliger slowakischer Fußballspieler und Fußballtrainer